# Панед
Панед (дав.-гр. Πανήδης) — халкідський політичний діяч кінця VIII ст. до н. е., брат Амфідаманта.
Належав до гіппоботів — аристократичної верхівки, що в той час керувала містом. За деякими непевними даними, обійняв посаду басилея (яка в Халкіді була виборною) після загибелі свого брата, басилея Амфідаманта.
Був суддею під час легендарного поетичного змагання між Гомером та Гесіодом. Присудив нагороду — золотий триніжок — останньому. Саме тому Панеда згодом вважали символом приземленої недолугості, якщо не глупоти.